# Nevi'im
Los Nevi'im (del hebreo נְבִיאִים, ‘profetas’) es la segunda de las tres partes en que se divide el Tanaj (la Biblia hebrea, paralela al Antiguo Testamento de los cristianos); luego de la Torá hebrea (o Pentateuco, para los cristianos), y antes de los Ketuvim.

## División de los libros de los profetas

### Primeros libros mayores de los profetas
- Libro de Josué
- Libro de los Jueces
- Libro de Samuel (un solo tomo) 
  - Primer libro de Samuel
  - Segundo libro de Samuel
- Libro de los reyes (un solo tomo) 
  - Primer libro de los Reyes
  - Segundo libro de los Reyes

### Últimos libros mayores de los profetas
- Libro de Isaías
- Libro de Jeremías
- Libro de Ezequiel

### Doce libros menores de los profetas
1. Libro de Oseas
2. Libro de Joel
3. Libro de Amós
4. Libro de Abdías
5. Libro de Jonás
6. Libro de Miqueas
7. Libro de Najum
8. Libro de Habacuc
9. Libro de Sofonías
10. Libro de Hageo
11. Libro de Zacarías y
12. Libro de Malaquías.